# くまのプーさん (2011年の映画)
『くまのプーさん』（英: Winnie the Pooh）は、2011年のディズニーの『くまのプーさん』シリーズの長編アニメーション作品である。北米公開日は2011年7月15日、日本公開は2011年9月3日。同時上映は短編『ネッシーのなみだ』。文部科学省選定。

## 概要
ウォルトディズニーアニメーションスタジオ長編作品の第51作にあたり、ウォルト・ディズニー生誕110周年記念作品。ディズニー長編アニメーションとして5年振りの2D作品となった『プリンセスと魔法のキス』に続く2D作品である。6年振りのくまのプーさんシリーズの長編となる今作は、A・A・ミルンの原作から5つの話を使用する。『くまのプーさん 完全保存版』の製作に携わったアニメーターバーニー・マティンソンがストーリーを担当する。
日本語吹き替え版では八代駿の死後約10年に渡ってプーの3代目専属声優を務めてきた亀山助清と、『新くまのプーさん』以来約20年間イーヨーの専属声優を務めてきた石田太郎がそれぞれのキャラクターを演じた最後の長編映画作品となった。

## ストーリー
ある朝プーが目覚めるとはちみつが底をついていた。はちみつを探しているとイーヨーに出会う。そこでプーはイーヨーの尻尾が無いことに気付く。「イーヨーの尻尾コンテスト」が開催され、イーヨーの新しい尻尾を森の仲間達が探すことになるが、そんな中クリストファー・ロビンがいなくなってしまう。オウルによればスグモドルという恐ろしい怪物に誘拐されたらしい。そうしてスグモドルの捕獲もすることになる。

## 登場キャラクター
プー
本作の主人公。はちみつが大好物なクマで、クリストファー・ロビンの一番の友達。
ピグレット
プーの仲良しの子ブタ。とても気が弱い。
ティガー
陽気なトラ。いつも元気に跳ね回っている。
ラビット
少し頑固なウサギ。畑でニンジンを育てている。
イーヨー
寡黙かつ根暗なロバ。よく尻尾が取れる。
オウル
物知りなフクロウ。たまに話が空回りすることがある。
カンガ
ルーの母。心優しいカンガルーのお母さん。
ルー
カンガの息子。ティガーと仲良し。
クリストファー・ロビン
プーの友達の人間の男の子。本作では過去作より少し成長した姿で登場。
スグモドル
本作のディズニー・ヴィランズだが実はプーたちの勘違いでクリストファー・ロビンを攫ったと思われていた。プーたちの空想と思われたがエンドクレジット後に実在していたことが判明。しかし、見た目とは裏腹に悪人ではなく、陽気で気の良い性格が見られ、オウルがイメージした自分の似顔絵を見た際は全く気付ず、「おっかないなヤツ」と評していた。

## キャスト
| 役名                   | 原語版声優                      | 日本語吹き替え              |
| ---------------------- | ------------------------------- | --------------------------- |
| ナレーター             | ジョン・クリーズ                | 青森伸                      |
| プー                   | ジム・カミングス                | 台詞：亀山助清 歌：竹本敏彰 |
| ティガー               | ジム・カミングス                | 玄田哲章                    |
| イーヨー               | バド・ラッキー                  | 台詞：石田太郎 歌：石塚勇   |
| オウル                 | クレイグ・ファーガソン          | 台詞：上田敏也 歌：福沢良一 |
| クリストファー・ロビン | ジャック・ブリュター            | 渡邉奏人                    |
| ピグレット             | トラヴィス・オーツ              | 小形満                      |
| カンガ                 | クリステン・アンダーソン=ロペス | 台詞：片岡富枝 歌：菅井美和 |
| ルー                   | ワイアット・ホール              | 山田瑛瑠                    |
| ラビット               | トム・ケニー                    | 龍田直樹                    |
| スグモドル             | ヒューエル・ハウザー            | 三宅健太                    |

## スタッフ

### 担当アニメーター
- プー、 クリストファー・ロビン：マーク・ヘン
- ティガー：アンドレアス・デジャ
- イーヨー：ランディ・ヘイコック
- ラビット：エリック・ゴールドバーグ
- オウル：デール・ベーア
- ピグレット、カンガ、ルー：ブルース・W・スミス

### 音楽
主題歌「くまのプーさん」、挿入歌「とてもたいせつなこと」、クレジット「ソー・ロング」をズーイー・デシャネルが歌う。
「ソー・ロング」は第54回グラミー賞最優秀映画・テレビ・映像メディア楽曲賞にノミネートされた。
日本語吹替え版では主題歌と挿入歌をYaeが歌う。（クレジットは英語歌）
作曲はロバート・ロペス、サウンドトラックはヘンリー・ジャックマン。（主題歌のみシャーマン兄弟）
- スコア
  1. くまのプーさん（Winnie the Pooh）
  2. おなかが鳴ったよ（The Tummy Song）
  3. とてもたいせつなこと（A Very Important Thing to Do）
  4. スグモドルの歌（The Backson Song）
  5. 2人なら最高（It's Gonna Be Great）
  6. ハチミツがいっぱい（Everything Is Honey）
  7. ハチミツがいっぱい～フィナーレ（Pooh's Finale）
  8. ソー・ロング（So Long）
- サウンドトラック
  1. メインタイトル／くまのプーさん（Main Title Sequence / Winnie the Pooh）
  2. みんなにあいさつ（Pooh Greets the Day）
  3. ティガーっぽくならなきゃ（Get You Tiggerized!）
  4. 謎のメッセージ／スグモドルはどんなやつ？（Woods and Words / The Backson Song）
  5. イーヨーの尻尾はどこ？／ハチミツをどうぞ（Eeyore Needs His Tail / The Winner Song）
  6. ピクニックとハチの巣（Picnic and Beehive Chase）
  7. 100エーカーの森でスパイゲーム（Hundred Acre Spy Game）
  8. 落とし穴にはまった／風船と追いかけっこ（Stuck in the Pit/Balloon Chase）
  9. ハニー・ハッピー・エンディング（A Honey Happy Ending）
  10. くまのプーさんの組曲（Winnie the Pooh Suite）

### 日本語吹替え版スタッフ
翻訳：佐藤恵子
翻訳監修：イアン・マクドゥーガル
台詞演出：木村絵理子
音楽演出：深澤茂行
日本語版制作：東北新社

## 評価

### 興行収入
北米では公開初週末3日間で785万7076ドル(6位)を記録した。日本では初日2日間で観客動員数6万6372人、興行収入8216万2900円(5位)を記録した。
全世界興行収入は3315万2846ドル、そのうち北米は2669万2846ドル。